# Stupido Hotel (programma televisivo)
Stupido Hotel è stato un varietà televisivo formato da una sola puntata, andato in onda giovedì 9 gennaio 2003 su Rai 2, condotto principalmente da Massimo Boldi e ideato da Piero Ameli, Giorgio Gambino e Piero Maffucci, con le musiche di Vince Tempera, che vedeva la partecipazione di Carmen Russo, Lory Del Santo e Luisa Corna.

## Il programma
La trasmissione televisiva era composta da sketch comici, intervallati da balletti e interviste, e ricalcava in parte lo stile di Drive In: prendeva il nome dall'omonimo album del cantautore italiano Vasco Rossi.

## Cast tecnico
- Regia: Andrea Soldani
- Testi: Piero Ameli